# زتا گاو
زتا گاو یک ستاره است که در صورت فلکی ثور قرار دارد.